# 코코스 제도의 기

코코스 제도의 기 비율 1:2

코코스 제도의 기는 2003년에 처음 디자인되었으며, 2004년 4월 6일에 제정되었다.
초록색 바탕 가운데에는 금색 초승달과 남십자자리가 그려져 있으며, 왼쪽 상단에 그려져 있는 노란색 원 안에는 야자나무가 그려져 있다.